# 네고티노

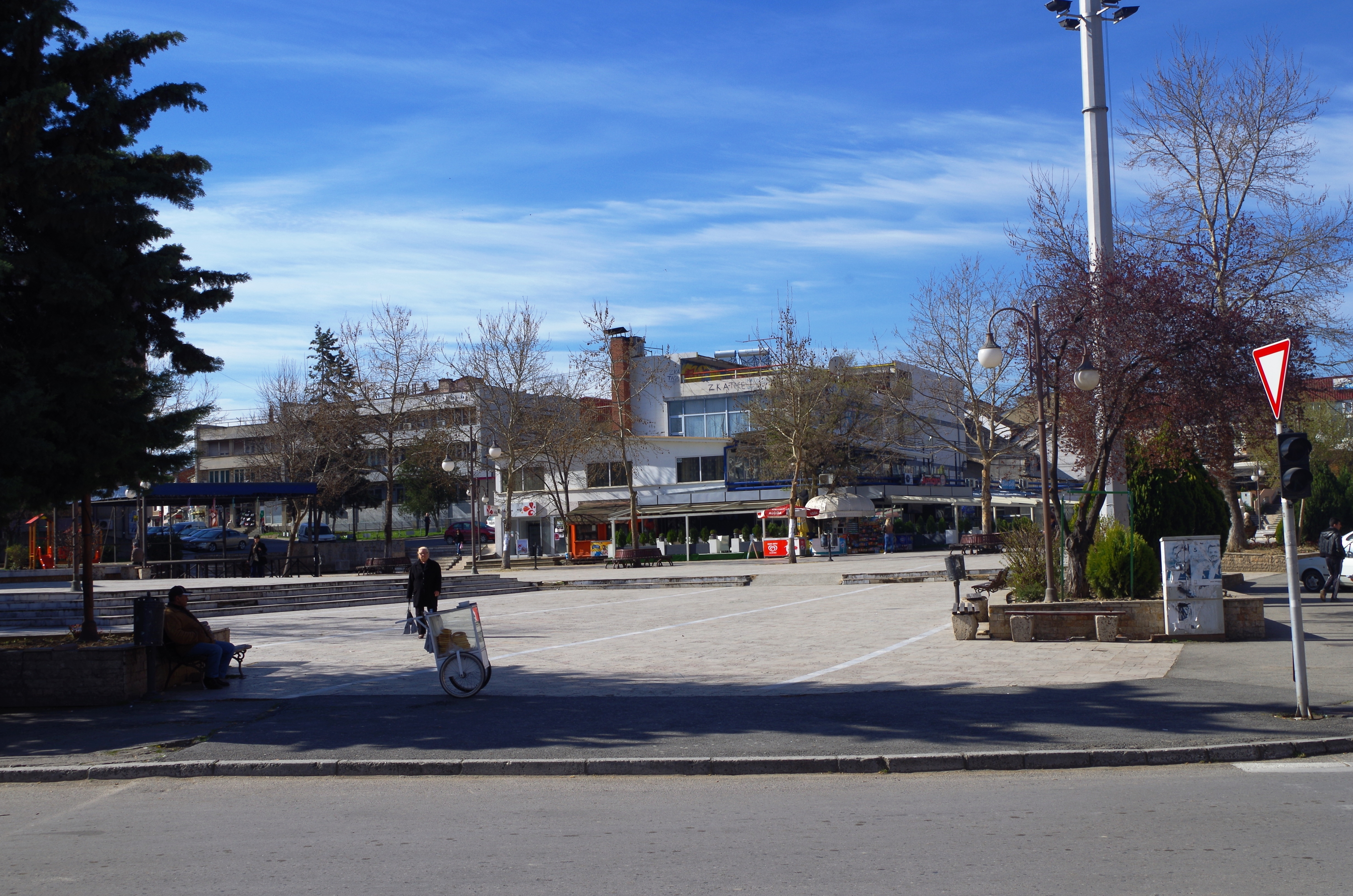
네고티노

네고티노(마케도니아어: Неготино)는 마케도니아 공화국 남부에 위치한 도시로 면적은 414km2, 높이는 150m, 인구는 19,212명(2002년 기준)이다. 바르다르강 우안과 접한다.

시기
시 문장